# Karl-Meichelbeck-Realschule
Die Karl-Meichelbeck-Realschule (KMRS) ist eine von zwei Realschulen in Freising. Die etwa je zur Hälfte Jungen und Mädchen werden gemeinsam unterrichtet. Im Jahr 1990 wählte die Schule unter kommunaler Trägerschaft den Benediktinermönch und Historiker Karl Meichelbeck als Namenspatron.

## Geschichte
Die Freisinger Realschule begann im Schuljahr 1968/69 mit einer Auslagerung von vier 7. Klassen und 120 Schülern der Staatlichen Realschule Moosburg nach Freising. Im darauf folgenden Schuljahr genehmigte das Bayerische Kultusministerium die Errichtung einer eigenständigen Realschule in Freising. Diese Schulform stieß mit 182 neu angemeldeten Schülern im Gründungsjahr und der Rekordzahl von 280 Anmeldungen ein Jahr später sofort auf große Nachfrage. 

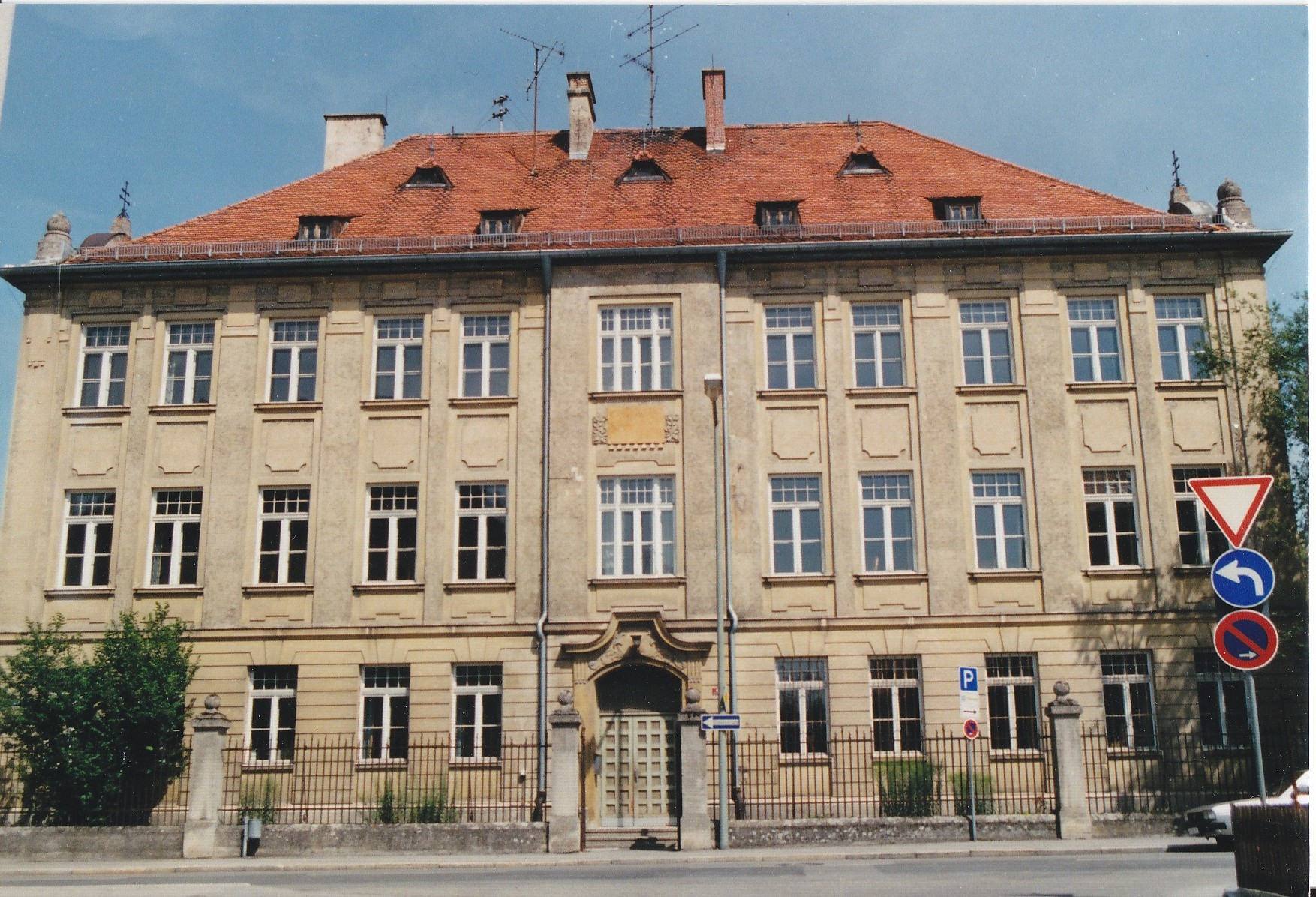
Ursprüngliches Hauptgebäude der KMRS in der Haydstrasse

Von Anfang an sah es die Schule als ihre Aufgabe, junge Lehrer auszubilden. Deshalb begründete Schulleiter Julius Krätzschmar im Schuljahr 1970/71 die bis heute andauernde Tätigkeit als Seminarschule. Die Erweiterung des Studienseminars im Schuljahr 1995/96 stellte einen weiteren Meilenstein in der Geschichte der Karl-Meichelbeck-Realschule dar. Seither werden Referendare in den Fächern Biologie, Chemie, Deutsch, Geschichte, Informatik und Wirtschaftswissenschaften ausgebildet.
Die räumlichen Verhältnisse in der Haydstrasse (heute: Polizei) gestalteten sich zunächst schwierig, da die Schule auf mehrere Gebäude verteilt war. Deshalb und aufgrund der rasch ansteigenden Schülerzahl begannen bereits 1972 die Planungen für ein neues Schulgebäude. Doch erst im Jahr 1988 konnte das neue Schulhaus an der Düwellstraße bezogen werden: 1985 erfolgte die Plangenehmigung, 1986 war das Richtfest. Die feierliche Einweihung fand am 15. November 1988 statt. Pünktlich zu Schuljahresbeginn konnte im September 2003 der wegen der sechsstufigen Realschule (R6) erforderliche Erweiterungsbau bezogen werden. Dort befinden sich neben Klassenzimmern zwei neue Computerräume für das Fach Informationstechnologie.

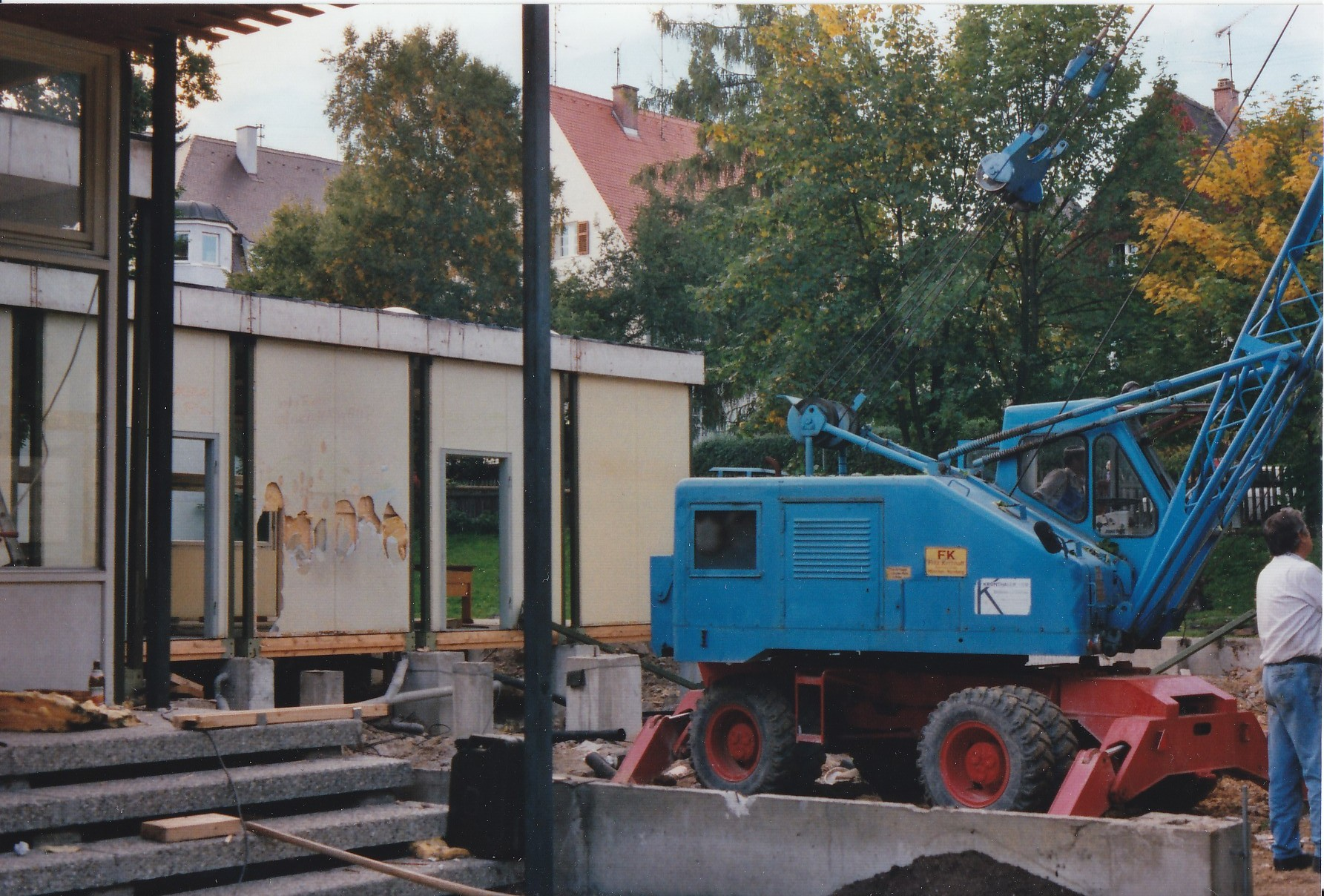
Nebenan: Container als Klassenzimmer

Im Schuljahr 1973/74 wurden erstmals alle drei Wahlpflichtfächergruppen angeboten. Um die Schüler optimal auf ihren späteren Berufsweg vorzubereiten, wurde im Schuljahr 1985/86 das Unterrichtsfach Informatik eingeführt. Seit 1997 präsentierte sich die Realschule mit einer eigenen Homepage im Internet. Nachdem bereits zuvor eine Teilnahme am Modellversuch zur R6 beantragt wurde, konnte die im Februar 1999 beschlossene Reform der Realschule zum Schuljahr 2002/03 in Freising eingeführt werden.

## Schulleiter

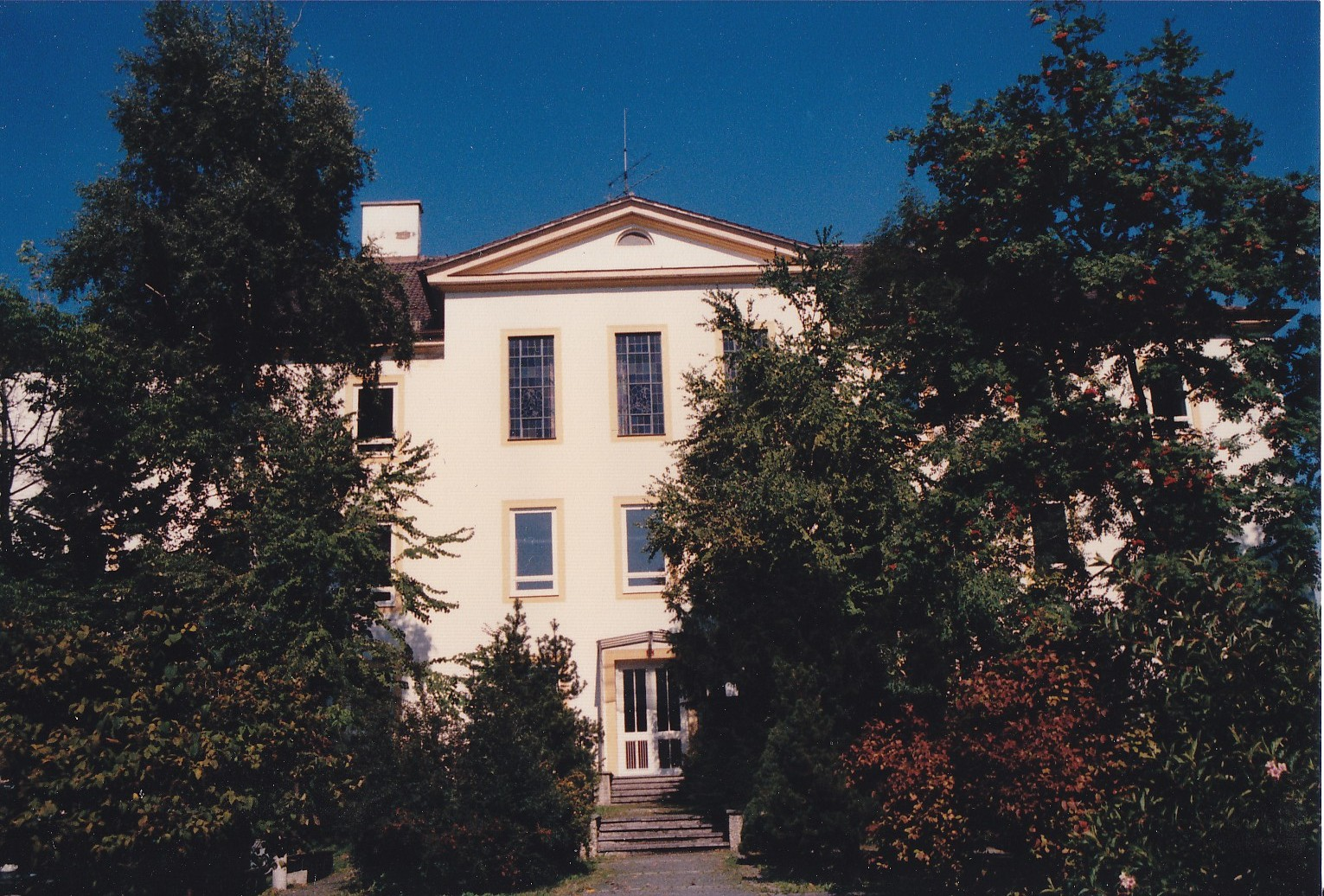
Weitere Unterrichtsräume wurden in die Kammergasse ausgelagert.

Die Karl-Meichelbeck-Realschule befand sich jeweils etwa ein Jahrzehnt unter einheitlicher Leitung. Seit dem Schuljahr 2017/18 leitet Bernd Friedrich die Schule.
Seine Vorgänger im Amt waren in chronologischer Reihenfolge:
- 1968/69 – 1980/81: Julius Krätzschmar
- 1981/82 – 1982/83: Johann Metzner
- 1983/84 – 1999/00: Josef Maier
- 2000/01 – 2007/08: Anton Brunner
- 2008/09 – 2017/18: Christine Obermaier
- 2018/19 – heute: Bernd Friedrich

## Schulleben

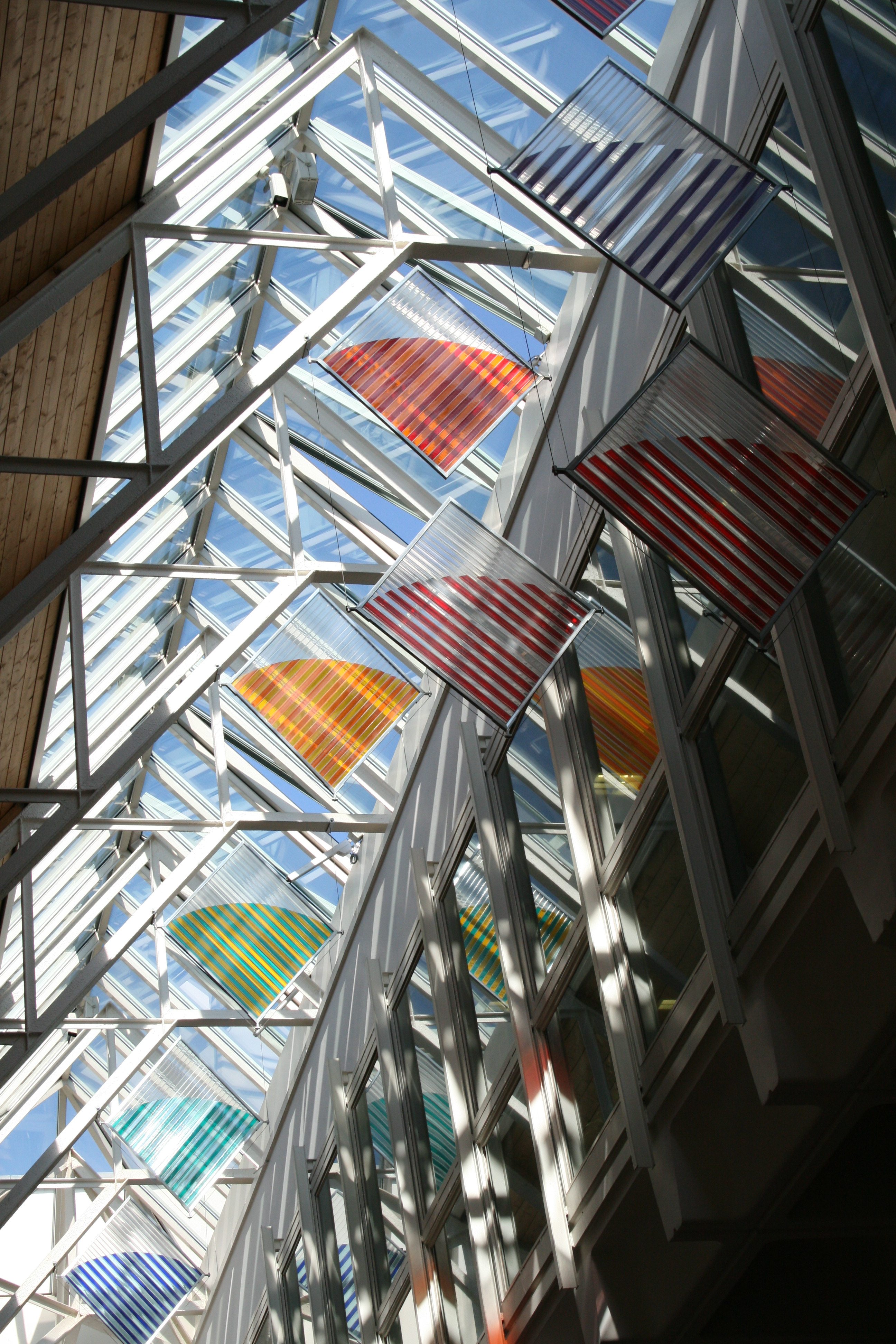
Impressionen aus dem neuen Schulgebäude

Die Karl-Meichelbeck-Realschule zeichnet sich vor allem durch eine Vielzahl außerunterrichtlicher Angebote aus. Derzeit können die Jugendlichen an fast zwanzig Wahlfächern teilnehmen. Daneben finden regelmäßig Unternehmungen wie Musicalfahrten, Betriebserkundungen, Museums- und Kinobesuche, Orientierungstage, Lehr- und Studienfahrten, Themenabende oder Lesewettbewerbe statt. Außerdem gibt es immer wieder Projekttage, an denen Themen aus dem Alltag aufgegriffen und bearbeitet werden, wie zum Beispiel im Jahr 2008 unter dem Motto Benimm ist in.
Die Wahlfächer widmen sich neben Intensivierungsangeboten wie Mathe- oder Englisch-Übung bzw. Englisch- und Französisch-Konversation vor allem dem sportlichen und musischen Bereich. Ein Schulgarten wird unter Anleitung von den Schülern gepflegt. Durch diese freiwillige Förderung ist es der Schule schon mehrfach gelungen, Sportwettbewerbe und Musikpreise zu gewinnen. 2008 gewann beispielsweise die Schulmannschaft der jungen Fußballer die Bayerische Meisterschaft. Weiterhin werden Schulmannschaften in Basketball und Volleyball trainiert. Eine Tanzgruppe tritt beim jährlichen Abschlussball der zehnten Klassen auf.
Das musikalische Angebot erstreckt sich über mehrere Chor- und Instrumentalgruppen und wird in enger Zusammenarbeit mit der hiesigen Musikschule gestaltet. Die Theatergruppe bringt regelmäßig (i. d. R. zweimal jährlich) kreative, schülergerechte Inszenierungen auf die Bühne (meist im Freisinger Asamsaal).
Die Schule hat das Lehrerraumprinzip etabliert.

## Berufliche Orientierung
Ein besonderes Anliegen ist der Karl-Meichelbeck-Realschule die Unterstützung der Schüler bei ihrer Berufswahl. Über das einwöchige Betriebspraktikum während der Schulzeit hinaus, besuchen die Schüler der neunten Klassen das örtliche Berufsinformationszentrum, sie können Termine bei der Berufsberatung wahr- und am Bewerbertraining externer Anbieter teilnehmen.

## Studienseminar

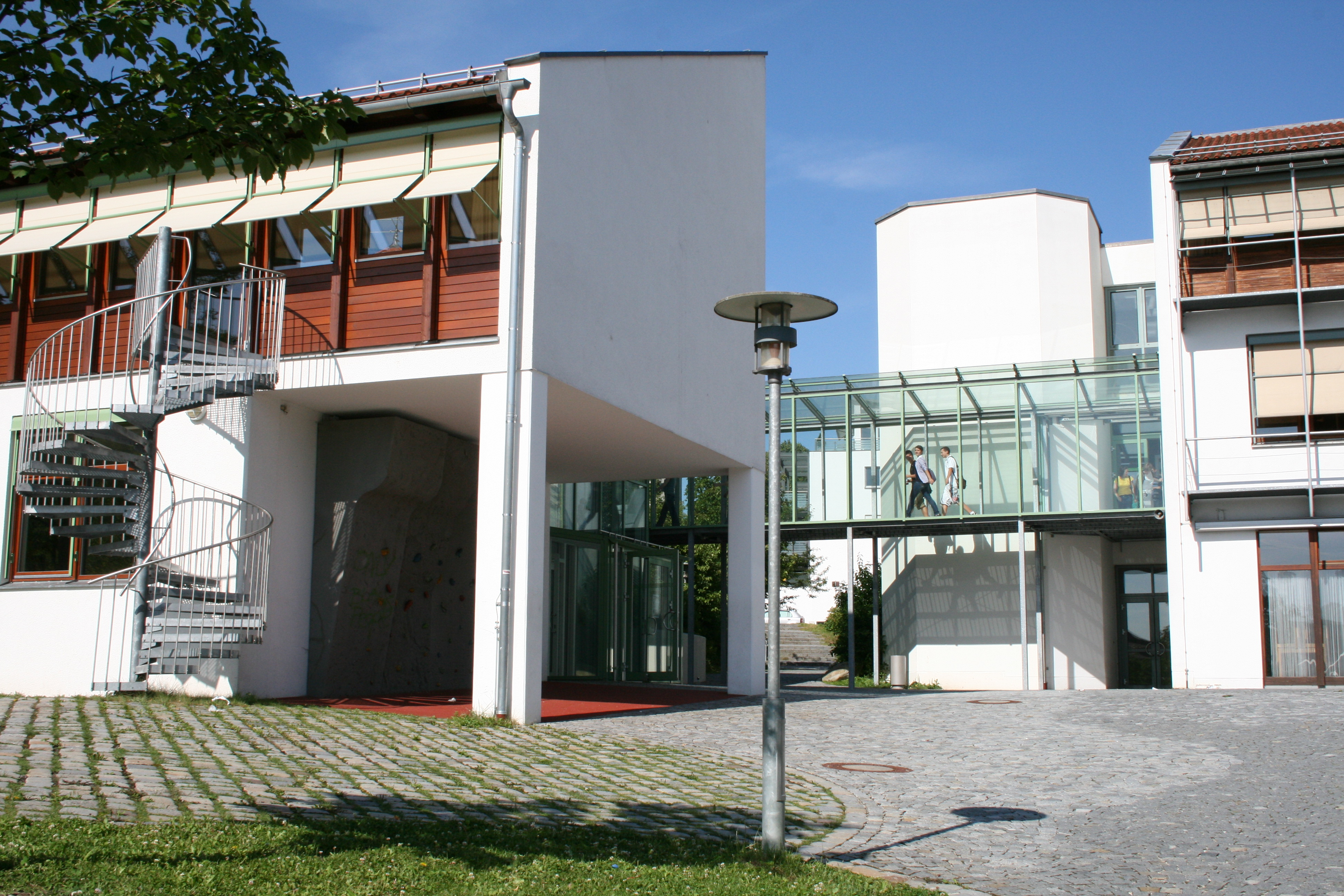
Durchgang zum Erweiterungsbau

Bereits ein Jahr nach Gründung wurde die Karl-Meichelbeck-Realschule Seminarschule. Im Schuljahr 1995/96 wurde das Studienseminar erweitert. Die Ausbildung erfolgt in folgenden Unterrichtsfächern:
- Biologie
- Chemie
- Englisch
- Informatik/Informationstechnologie
- Wirtschaftswissenschaften

Zusätzlich werden die 10 Studienreferendare in Pädagogik, Psychologie, Grundfragen staatsbürgerlicher Bildung und Schulrecht unterwiesen.

## Bekannte Schüler

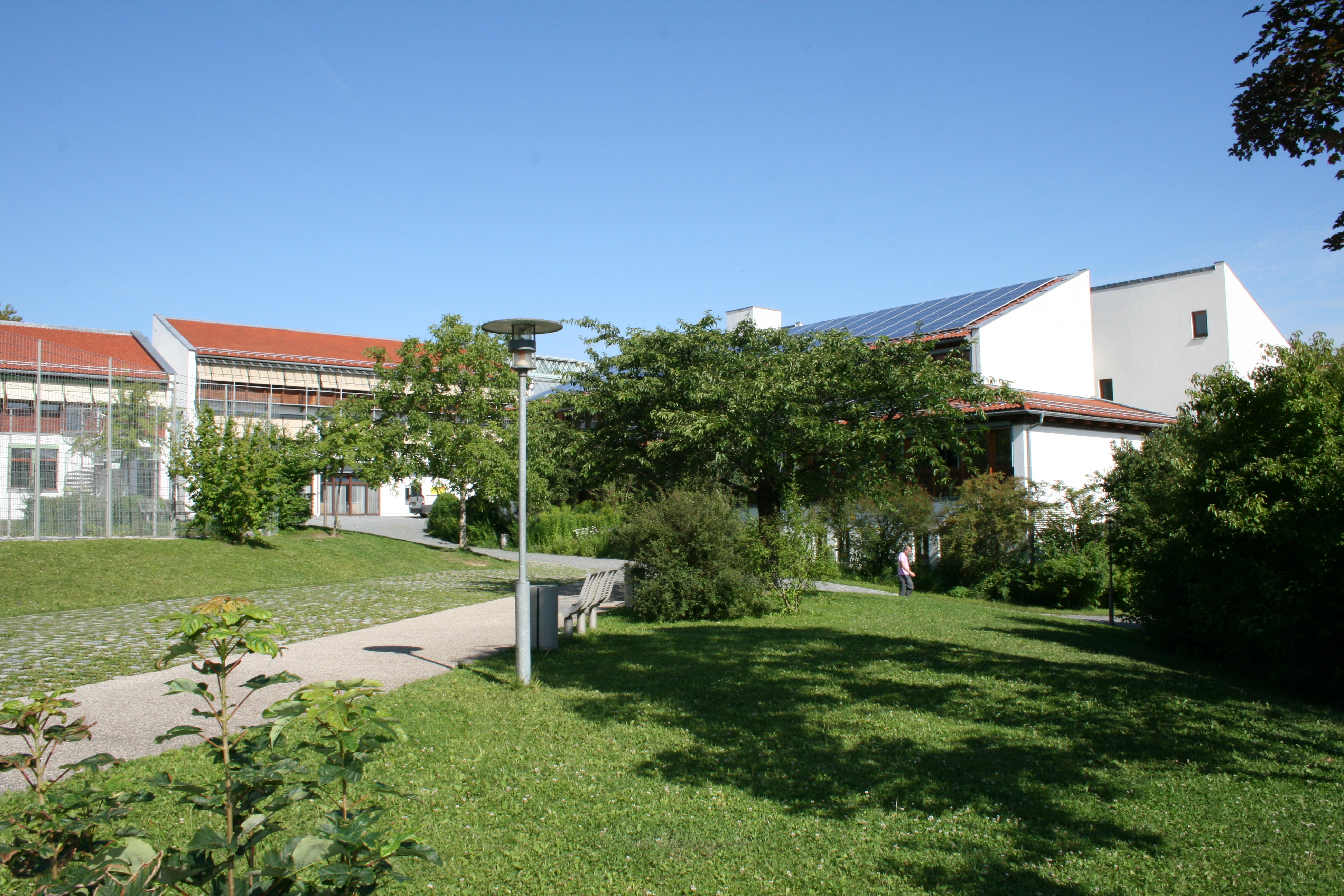
Blick auf das Schulgelände

- Hans Pflügler (* 1960), Fußballer beim FC Bayern München
- Michael Schwaiger (* 1970),  2008 bis 2014 Landrat des Landkreises Freising (Freie Wähler)
- Chris Cronauer (* 1995), deutscher Sänger, Songwriter und Produzent.

## Festschrift(en)
- Karl-Meichelbeck-Realschule (1999): 30 Jahre Karl-Meichelbeck-Realschule – Staatliche Realschule Freising, 1969–1999. Freising 1999.